# Даниэль (шторм)
Шторм «Даниэль» — смертоносный средиземноморский циклон, нанёсший катастрофический ущерб Ливии, а также затронувший некоторые районы Юго-Восточной Европы. 

## Описание
Сформировавшись в виде депрессии примерно 4 сентября, шторм затронул Грецию, Болгарию и Турцию, вызвав там обширные наводнения. 

### Катастрофическое наводнение в Ливии
Затем шторм переместился к побережью Ливии, где вызвал наводнение катастрофических масштабов: по данным ливийских властей, на 12 сентября было известно о 2300 погибших, ещё около 7 тыс. человек ранены. На 13 сентября число погибших превысило 7000 человек, ещё до 100 000 человек числятся пропавшими без вести. К 15 сентября число погибших превысило превысило 11 300 человек.
Ураган обрушился на восточную часть Ливии 10 сентября и затронул города Бенгази, Дерна, муниципалитет Эль-Джебель-эль-Ахдар. Больше всего пострадал город Дерна, так как обрушились две плотины, и вода разрушила дома и дороги. В результате было уничтожено около четверти города, людей смыло в море. Рыбакам пришлось использовать свои сети для вылавливания тел. Мэр Дерны Абдель Манам аль-Гайти заявил, что число погибших может составить до 20 тыс. человек. Из Дерны было эвакуировано больше 30 тыс. человек. 
Власти Ливии объявили трёхдневный национальный траур. 
Ливийские власти попросили международное сообщество о помощи. Сотрудники Всемирной организации здравоохранения (ВОЗ) заблаговременно направили на восток Ливии дополнительную гуманитарную помощь. Маргарет Харрис, пресс-секретарь ВОЗ, сообщила, что сотрудники организации планируют охватить пострадавших медицинскими услугами с помощью мобильных клиник, так как вода повредила многие больницы, некоторые полностью разрушены.
Спасателей и гуманитарную помощь в Ливию направили Тунис, Алжир, Турция, ОАЭ, Россия, Италия, Франция. ООН выделила на помощь Ливии 10 млн долларов, Великобритания выделила 1 млн фунтов стерлингов (1,25 млн долларов), ЕС выделил 500 000 евро (540 000 долларов), Германия, Румыния и Финляндия предложили Ливии электрогенераторы, палатки, раскладные койки, одеяла, продовольственную помощь.

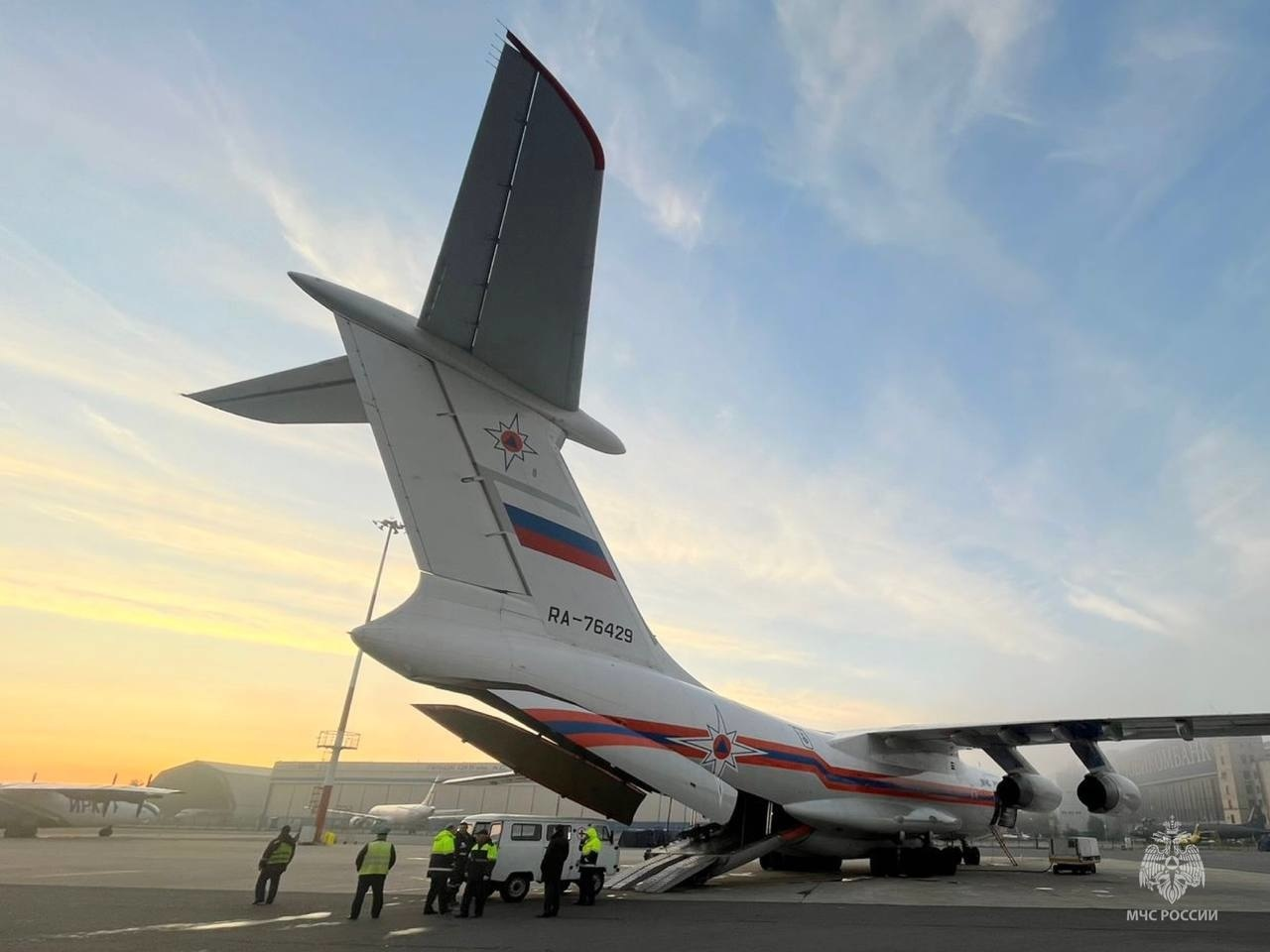
Подготовка к вылету в Ливию самолёта Ил-76 МЧС России со спасателями и гуманитарным грузом на борту
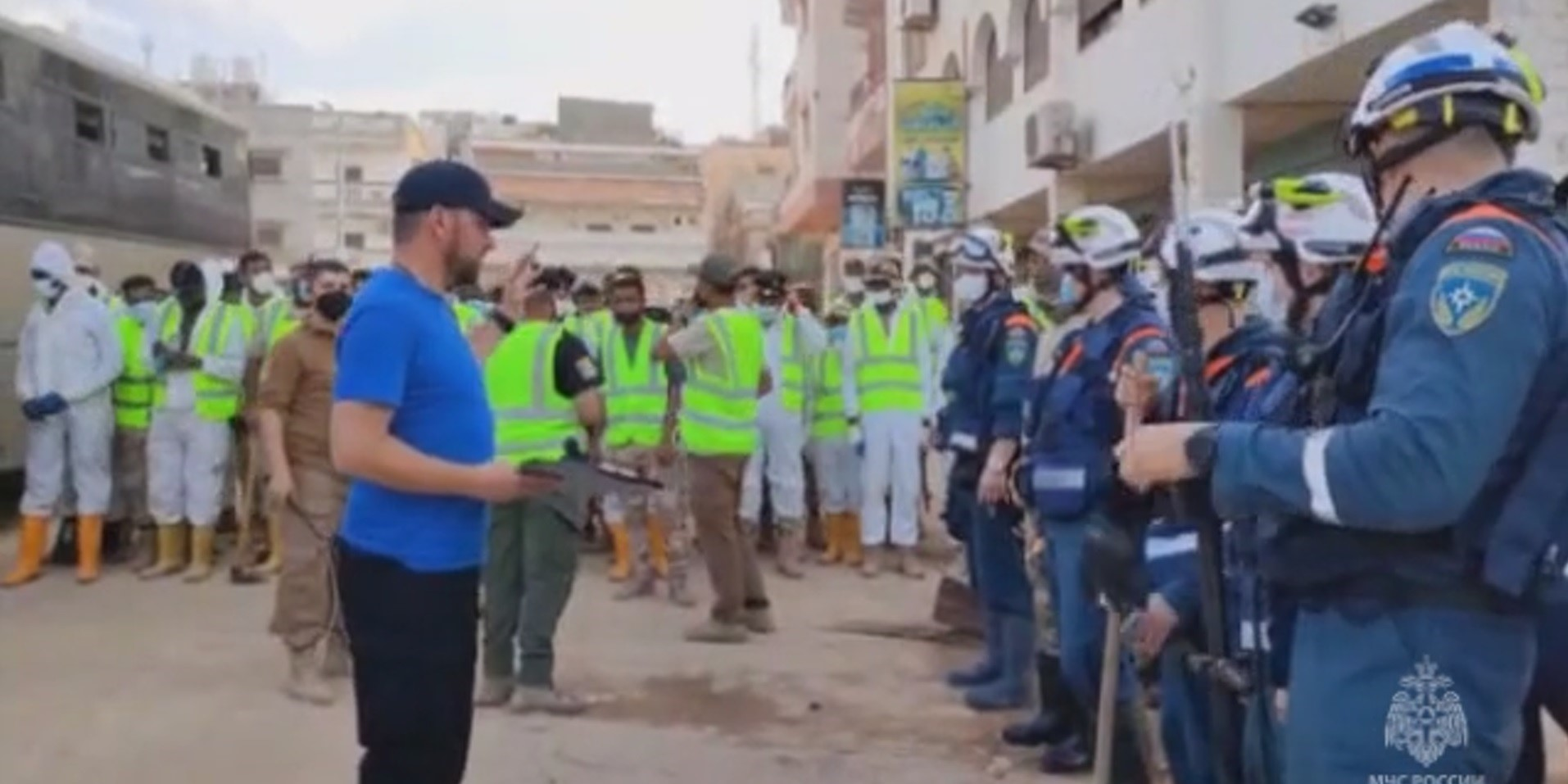
Совместный брифинг российских и ливийских спасателей перед началом спасательных работ
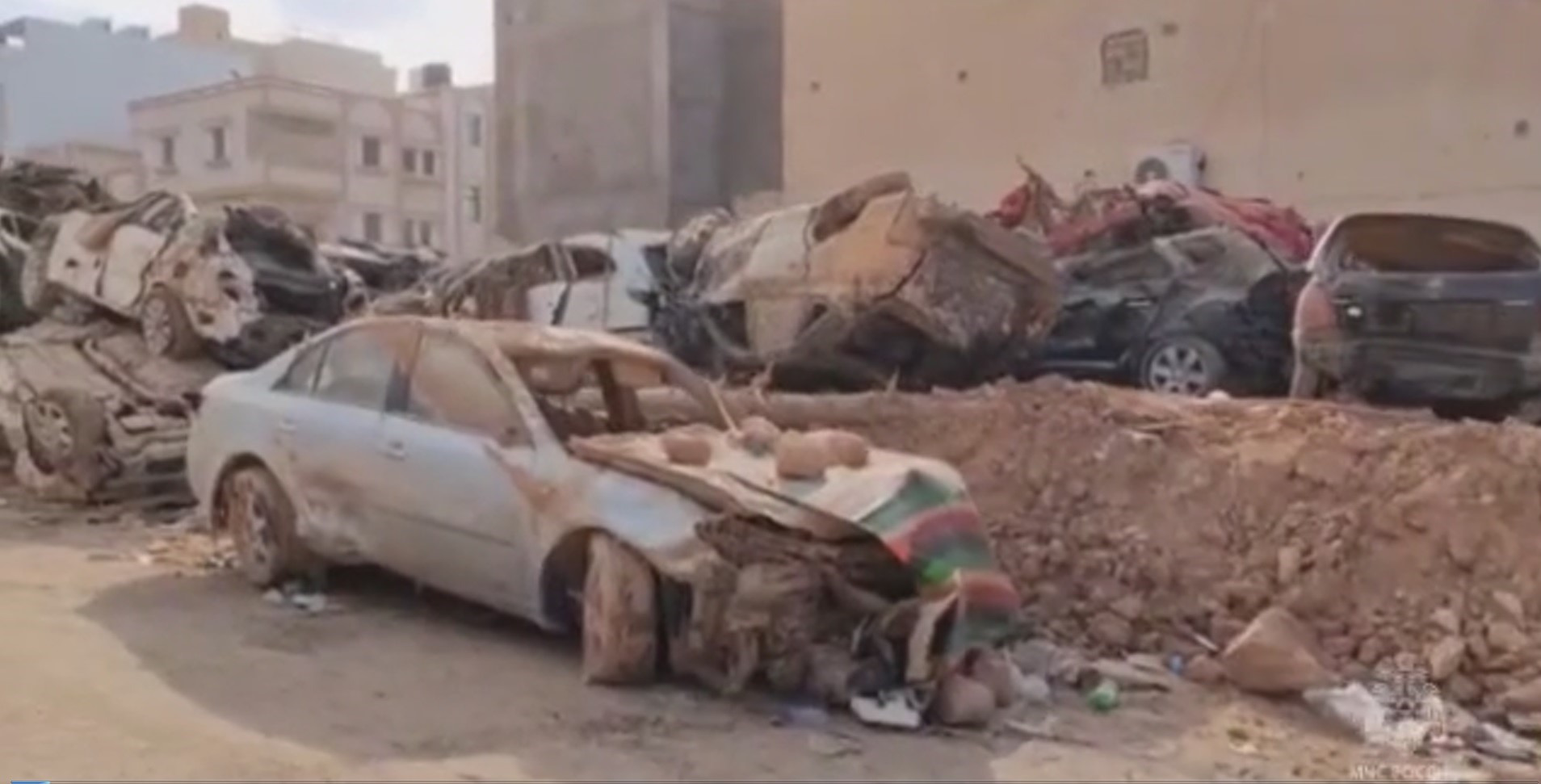
Последствия наводнения, кадр видео МЧС России
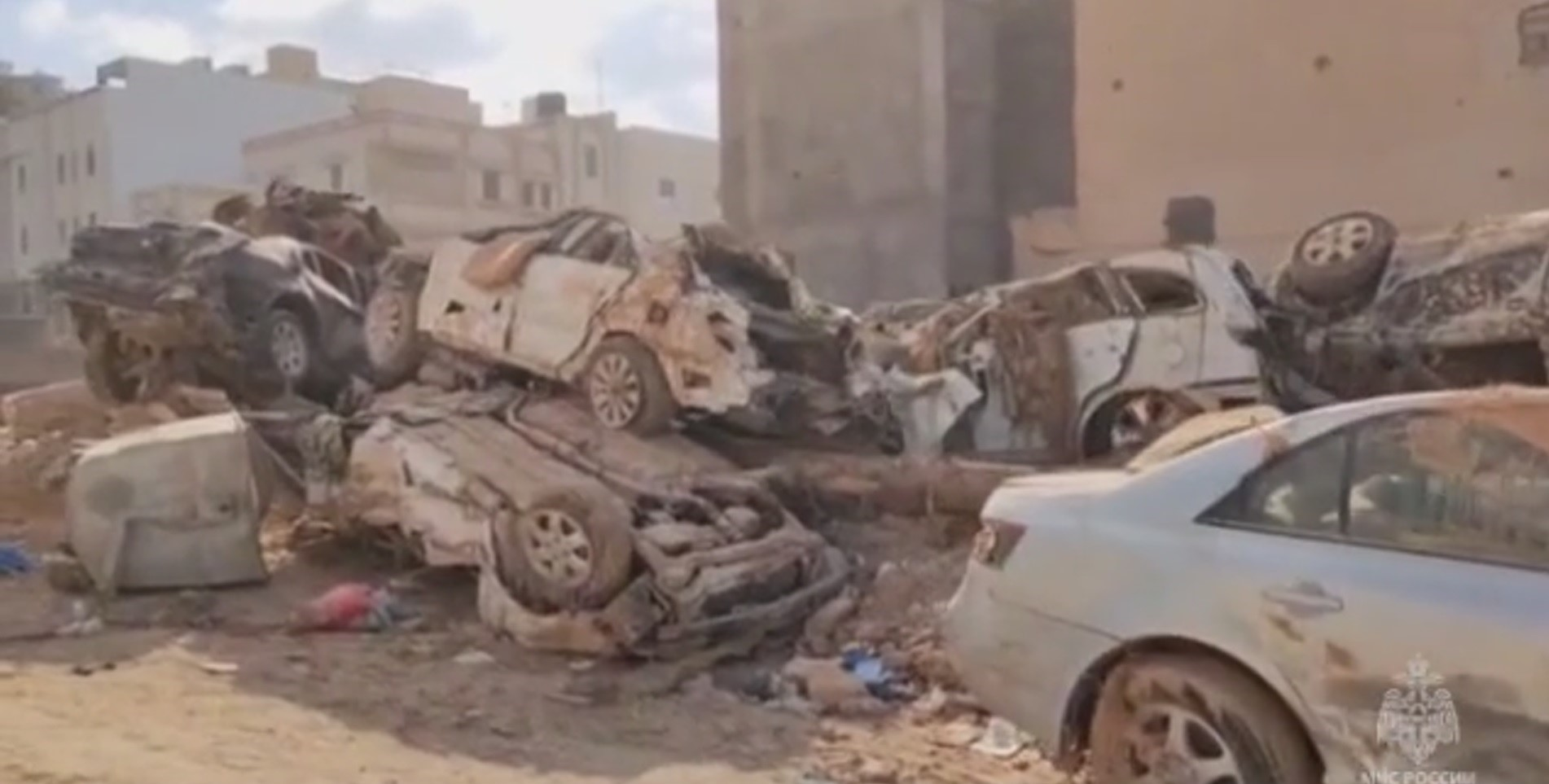
Нагромождение повреждённых автомобилей после наводнения, кадр видео МЧС России
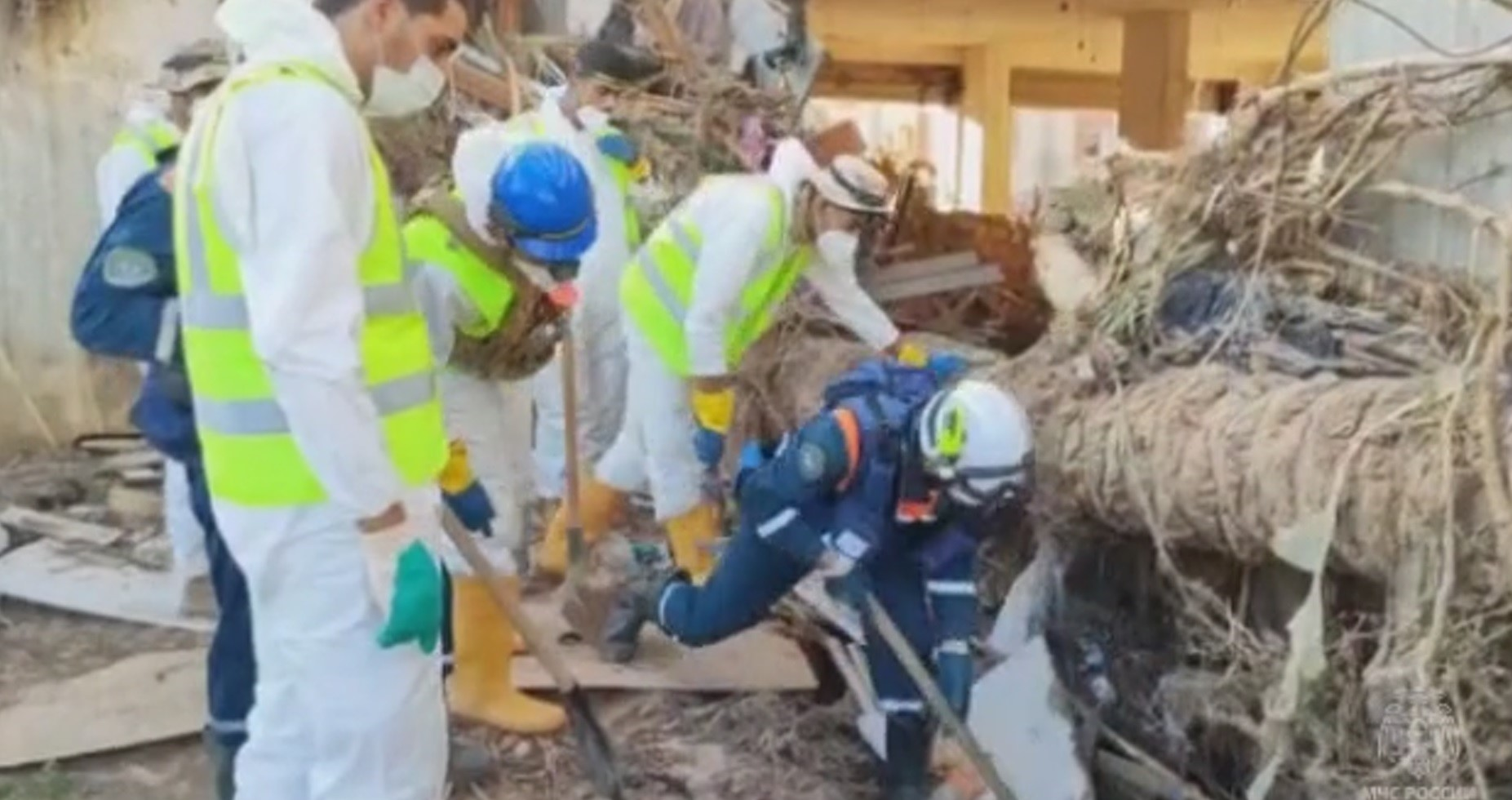
Совместная работа спасателей, кадр видео МЧС России

### Последствия в других странах
| Страна   | Погибшие |
| -------- | -------- |
| Греция   | 17       |
| Турция   | 7        |
| Болгария | 4        |

- По меньшей мере 28 человек погибли в Греции, Болгарии и Турции[19].

- В Греции погибли более 200 тыс. сельскохозяйственных животных. Министр развития сельского хозяйства Греции Лефтерис Авгенакис заявил, что погибли 61 786 овец и коз, 19 355 свиней, 5306 голов крупного рогатого скота и 123 810 птиц[20].